# Konzervacija glazbala
Konzervacija glazbala jedna je od specijalizacija unutar područja konzervacije restauracije predmeta kulturne baštine. Usmjerena je na preventivnu zaštitu i interventnu konzervaciju, prije svega povijesnih te rjeđe i arheoloških predmeta. Kao i kod konzervacije drugih predmeta i ovdje su osnovne postavke što bolje očuvanje tehnološko-povijesnog identiteta i integriteta obrađenog predmeta, te reverzibilnost kao i ponovljivost primijenjenih zahvata. Vrlo je važno i poštovanje načela minimalne intervencije. Osoba koja radi na ovim predmetima mora dobro poznavati povijest glazbe, osnove tehnologije izrade glazbala kroz povijest i temeljne uzroke njihovog propadanja. Bitna su i znanja o najnovijim načinima konzervacije, ali i upućenost u konzervatorsku etiku, te metode znanstvenog istraživanja.
Konzervacija muzčkih instrumenata jedinstvena je po tome što objekti na kojima se radi i dalje služe kao glazbala odnosno proizvode zvuk. Odluku o mogućnostima daljnjeg korištenja instrumenta mora donijeti školovani konzervator restaurator glazbala.

## Povijest
Najranija referenca na konzervaciju glazbala je pismo Antonija Stradivarija iz 1862. godine gdje on navodi kako restaurirati ne samo njegove već i instrumente drugih majstora.

## Osnovne vrste glazbala
- udaraljke
- puhačka glazbala
- gudačka glazbala
- trzalačka glazbala
- elektronička glazbala

## Materijali od kojih su glazbala izrađena
- drvo
- metal
- koža
- keramika

## Preventivna zaštita

### Opći naputci za čuvanje glazbala
U skladu s preporukama Heritage Preservation’s Caring for Your Family Treasures: A Concise guide to caring for your cherished belongings by Jane S. Long and Richard W. Long,sljedećih osam točaka treba imati u vidu kod zbrinjavanja starih glazbala :
- “Izbjegavati prejako zatezanje žica.[1]”
- “Izbjegavati nagle promjene u zategnutosti žica.[1]”
- Klavire i pijanina micati samo ako za to imamo dovoljno ljudi te odgovarajuću opremu.[1]”
- Čuvati prirodnu patinu mjedenih instrumenata.[1]”
- “Čuvajte glazbala u prostoru s relativnom vlažnošću zraka oko 50%.[1]”
- “Kod sviranja drvenih puhačkih instrumenata iste prvo zagrijati te ih postupno prosviravati.[1]”
- “Vlagu iz puhačkih instrumenata ukloniti odmah nakon uporabe istih.[1]”
- “Ne uljiti ili polirati drvene instrumente.[1]”

Ovome se može pridodati i obaveza stalne kontrole stanja glazbala, te stalnu kontrolu eventualne prisutnosti štetnika u prostoru gdje se glazbala čuvaju.

## Školovanje konzervatora glazbala u Hrvatskoj
U Hrvatskoj trenutačno ne postoji mogućnost školovanja za konzervatora restauratora glazbala, barem ne na visokoškolskoj razini.

## Zakonska regulativa i   zaštita prava konzervatora u Hrvatskoj
Ako izuzmemo opće zakonske akte rad konzervatorsko-restauratorske službe, pa i konzervatora restauratora glazbala u Hrvatskoj danas prije svega određuju sljedeći propisi:
Za restauratore i restauratore tehničare koji rade u Hrvatskom restauratorskom zavodu,Hrvatskom državnom arhivu,Nacionalnoj i sveučilišnoj knjižnici,te samostalno,odnosno za restauratore i preparatore koji rade u muzejima:
- Pravilnik o stručnim zvanjima za obavljanje poslova na zaštiti i očuvanju kulturnih dobara te uvjetima i načinu njihova stjecanja (NN 104/19 na snazi od 8.11.2019.)

- Pravilnik o uvjetima za dobivanje dopuštenja za obavljanje poslova na zaštiti i očuvanju kulturnih dobara (NN 98/18)

Gore navedeni pravilnik konzervaciju glazbala niti ne navodi kao specijalnost,što je veliki propust birokrata iz ministarstva kulture.

## Vanjske poveznice
- International Committee of Musical Instrument Museums and Collections  Arhivirana inačica izvorne stranice od 28. veljače 2012. (Wayback Machine)
- Barclay,R.(ed.) The Care of Historic Musical Instruments  Arhivirana inačica izvorne stranice od 20. studenoga 2014. (Wayback Machine)
- Some problems in musical instrument conservation in museum collections  Arhivirana inačica izvorne stranice od 9. svibnja 2008. (Wayback Machine)
- Training in Musical Instrument Conservation  Arhivirana inačica izvorne stranice od 26. kolovoza 2011. (Wayback Machine)
- The Repairing & Restoration of Violins
- Fisharmonika Petera Titza iz Župe sv. Mihaela Arkanđela u Osijeku : tehničke karakteristike i restauracija
- Preservation of Wooden Musical Instruments - Ethics, Practice and Assessment  Arhivirana inačica izvorne stranice od 31. kolovoza 2018. (Wayback Machine)